# Сі Фан Дон
Сі Фан Дон (англ. Si Phan Don; лаос. ສີ່ພັນດອນ; означає «4000 островів») — річковий архіпелаг на річці Меконг, провінція Тямпасак на півдні Лаосу.

## Географія

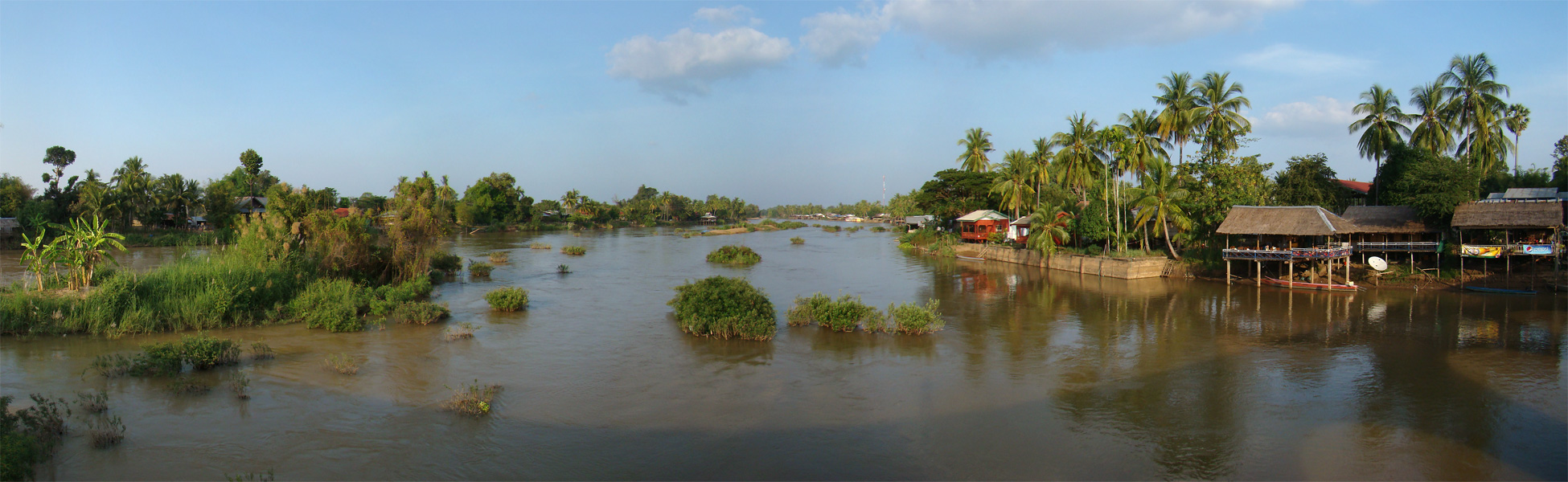
Річка Меконг між Дон Детом і Дон Кхоном

Архіпелаг Сі Фан Дон є частиною району Кхонг, включаючи острови та частину материка на сході (лівий берег річки Меконг). Сі Фан Дон усіяний численними островами, половина з яких занурюється під воду в час повені на річці Меконг.
Основними островами архіпелагу Сі Фан Дон є Дон Кхонг (найбільший, 110 км²), Дон Сом (другий за величиною), Дон Дет і Дон Кхон. Сі Фан Дон межує з Камбоджею, і історичні та культурні зв'язки поєднують людей по обидві сторони кордону. Населений пункт Паксе, який розташований на півночі, є найближчим в цьому регіоні з великих міст Лаосу.

### Ключові особливості архіпелагу

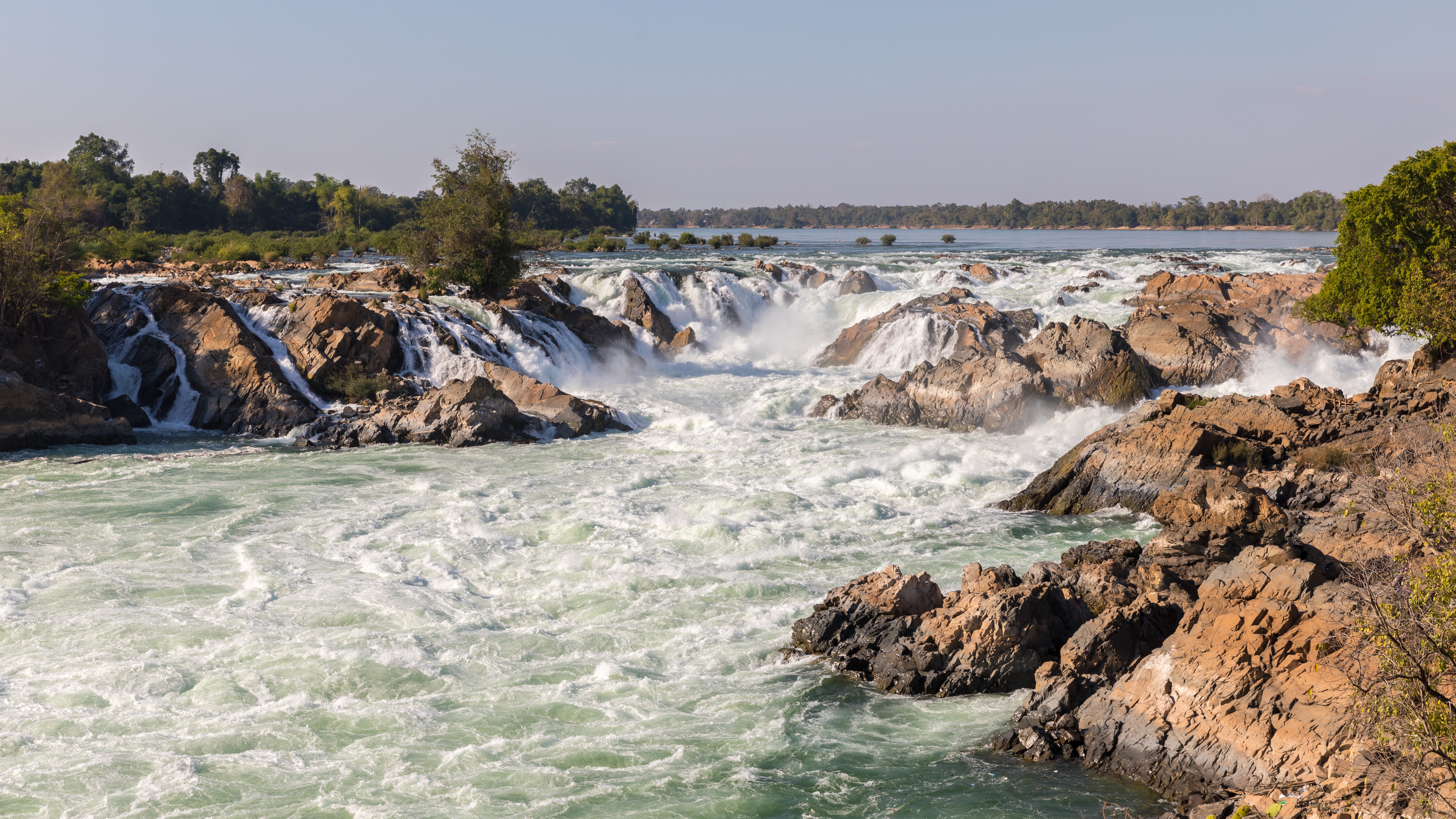
Водоспад Кхон, Сі Фан Дон, Лаос.

- Залишки першої залізниці в Лаосі, вузькоколійки Дон Дет–Дон Кхон, побудованої французами, щоб обійти водоспад Кхон і дозволити суднам, вантажам і пасажирам подорожувати річкою Меконг[2].
- Тут водяться прісноводні іравадійські дельфіни (пакха), яких можна побачити у навколишніх водах біля острова Дон Кхон, вид, що перебуває під загрозою зникнення[3][4].
- Водоспад Кхон, низка непрохідних порогів на річці Меконг біля кордону з Камбоджею, що дало початок будівництву залізниці[5]. Він при відносно невеликій висоті в 21 метр, за шириною в 10,7 кілометрів, є найширшим водоспадом у світі, при цьому за середньою витратою води у 11 610 м³/с[5] він посідає четверте місце серед існучих водоспадів, після Інги (25 768 м³/с)[6], за іншими даними, максимальний середньорічний потік водоспаду Інга за всю історію спостереження становив 42 476 м³/с[7], Лівінгстона (25 060 м³/с)[8], за іншими даними, максимальний середньорічний потік водоспаду Лівінгстона за всю історію спостереження становив 39 536 м³/с[9] та Стенлі або Вагенія (16 990 м³/с)[10], а найбільший зафіксований потік водоспаду Кхон становив 49 554 м³/с.

У минулому на островах вирубували деревину, але тепер це регулюється законодавством; незаконна вирубка тягне за собою жорсткі покарання.

### Туризм
У той час як місцева економіка переважно базується на сільському господарстві, архіпелаг Сі Фан Дон відвідує дедалі більше туристів. Туризм, в основному, зосереджений на остовах Дон Кхонг, Дон Дет, Дон Кхон і трохи на Дон Сом. Решта інших островів рідко відвідуються туристами.

## Галерея
|                                                          |
| Берег річки о. Дон Кхон з дерев'яними будинками на палях |

|                                |
| Пляж Меконгу на о. Дон Лоппаді |

|                                            |
| Перевезення буйволів Меконгом (з Дон Дета) |

|                                                |
| Пірога на Меконзі на заході сонця, о. Дон Пуай |

|                                               |
| Чоловік поливає огірки на маленькому острівці |

|                                         |
| Город на березі Меконгу, о. Дон Лоппаді |

|                                                                           |
| Затоплене дощове дерево (Samanea saman або Albizia Saman), о. Дон Лоппаді |

|                               |
| Дерев'яний паркан, Сі Фан Дон |

|                                                                 |
| Діти граються на заході сонця на березі Меконгу, о. Дон Лоппаді |

|                                                    |
| Пірога на Меконзі під сірими хмарами перед штормом |

|                                          |
| Водне відображення жінки, яка садить рис |

|                                                  |
| Хлопчик оре трактором на заході сонця на Дон Дет |

|                                                      |
| Непрозорі та дзеркальні зелені рисові поля з пальмою |

| |
| Дві пальми (Arecaceae) на полях, які видно крізь отвір у пошкодженому вогнем пні на світанку, о. Дон Тао |

| |
| Берег річки о. Дон Кхон з дерев'яними будинками на палях, вид з о. Дон Дет з нахиленими пальмами і різнокольоровими хмарами |

|                                                                             |
| Моторизований катамаран-пірога перевозить людей Меконгом поблизу о. Дон Дет |